# Russell (hrabstwo Hampden)
Russell – jednostka osadnicza w Stanach Zjednoczonych, w stanie Massachusetts, w hrabstwie Hampden.